# Prawo Stowarzyszenia Apostolstwa Katolickiego
Prawo Stowarzyszenia Apostolstwa Katolickiego – zakonne prawo własne Stowarzyszenia Apostolstwa Katolickiego, czyli potocznie jego reguła.
Tekst Prawa Stowarzyszenia Apostolstwa Katolickiego (zatwierdzony po zmianach posoborowych) zatwierdzono w 1980, a wprowadzono w życie w roku następnym.
Następną modyfikację wprowadzono w 1990 po promulgacji przez Jana Pawła II nowego Kodeksu prawa kanonicznego.
Tekst składa się z preambuły (Wprowadzenia), Prawa Podstawowego i Uzupełniającego. To ostatnie może zmieniać pallotyńskie zebranie generalne.
Preambuła Prawa pallotynów jest taka sama dla Sióstr Pallotynek.
W 2007 roku weszły w życie modyfikacje będące wynikiem przystosowania Prawa do aktualnych zaleceń Kościoła.